# Hillary Lindsey
Hillary Lindsey (Washington, 1977) è una compositrice e cantante statunitense.

## Carriera
Ha scritto canzoni per artisti come Faith Hill, Martina McBride, Shakira, Lady Antebellum, Gary Allan, Carrie Underwood, Taylor Swift, Tim McGraw, Michelle Branch, Sara Evans, Bon Jovi, Avicii e altri.
Ha vinto un Grammy Award nella categoria "miglior canzone country" per Jesus, Take the Wheel, interpretata da Carrie Underwood. Il brano ha anche ricevuto la nomination nella categoria canzone dell'anno nell'ambito dei Grammy Awards 2007.
Nel 2011 ha ricevuto una nomination all'Oscar alla migliore canzone per Coming Home, registrata da Gwyneth Paltrow per la colonna sonora di Country Strong.
Ha ricevuto anche la candidatura al Golden Globe per la migliore canzone originale grazie a There's A Place For Us (dal film Le cronache di Narnia - Il viaggio del veliero).
Nel 2016 ha collaborato con la cantautrice statunitense Lady Gaga per la scrittura di alcune canzoni, tra cui il singolo Million Reasons, contenute nell'album di inediti Joanne.